# Alain Grandbois
Alain Grandbois, CC ( Saint-Casimir, Quebec, 25 de mayo de 1900-Quebec, 18 de marzo de 1975) fue un escritor canadiense conocido y apreciado por su obra como poeta. Fue un gran viajero y trotamundos. También escribió obras de inspiración biográfica o autobiográfica, además de cuentos y ensayos.

## Biografía
Nacido en Saint-Casimir, en el condado de Portneuf (Quebec), Alain Grandbois estudió estudios clásicos en el Collège de Montréal y en el Séminaire de Québec, luego amplió estudios en la Universidad Saint-Dunstan de Charlottetown y en la Universidad Laval de Quebec, donde se licenció en derecho (1924).
Publicó su primera obra, la novela Né à Québec: Louis Jolliet, en 1933 en París, en la desaparecida editorial de Albert Messein. Este relato biográfico sobre la vida de Louis Jolliet, junto con Jacques Marquette, descubridor del Mississippi, combina historia y ficción y destaca por su cuidada escritura. 
En 1941 publicó Les Voyages de Marco Polo. Retomando la trama de Los viajes... de Marco Polo, lo completa añadiendo informaciones y anécdotas sobre las religiones, la moral y las costumbres de los pueblos encontrados y precisando el itinerario. En 1944 publicó Les Îles de la nuit, una colección de poesía que obtuvo un considerable éxito de crítica y fue objeto de numerosas reediciones.
En 1958 se casó con Marguerite Rousseau (1899-1978).

## Obras
- Né à Québec: Louis Jolliet (1933)
- Les Voyages de Marco Polo (1941)
- Îles de la nuit (1944)
- Avant le chaos (1945)
- Poèmes (1963)

## Premios y reconocimientos
Grandbois recibió la Medalla de Oro de la Academia Franco-Canadiense en 1968 por su obra. El premio Athanase-David,del Gobierno de Quebec, le fue otorgado tres veces, en 1941, 1947 y 1970. También recibió el Premio Ludger-Duvernay en 1950, la Medalla Lorne Pierce de la Real Sociedad Canadiense en 1954, el Premio Francia-Canadá en 1963 y el Premio Molson en 1963. En 1967 fue nombrado Compañero de la Orden de Canadá.
La Universidad Laval y la Universidad de Ottawa le otorgaron un doctorado honorario en 1967 y 1972 respectivamente. Alain Grandbois murió en 1975.